# Барон Лэнгфорд

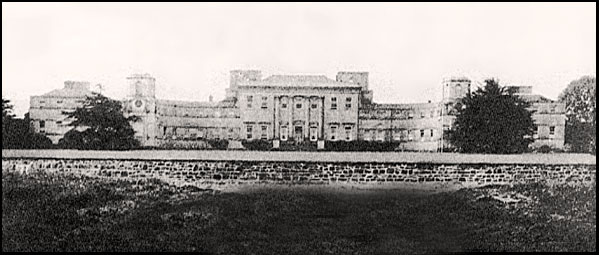
Саммерхилл-хаус, Саммерхилл, графство Мит, Ирландия

Барон Лэнгфорд из Саммерхилла в графстве Мит — наследственный титул в системе Пэрства Ирландии. Он был создан 31 июля 1800 года для Клотуорти Роули (1763—1825), который ранее представлял в Ирландской Палате общин Трим (1791—1795) и графство Мит (1795—1800). Он родился под именем Клотуорти Тейлор, он был четвёртым сыном Томаса Тейлора, 1-го графа Бектива (1724—1795), чей старший сын Томас Тейлор, 2-й граф Бектив (1757—1829), в 1800 году получил титул маркиза Хедфорта, и Джейн Роули, дочери Геркулеса Лэнгфорда Роули и Элизабет Роули, 1-й виконтессы Лэнгфорд (1713—1791). В 1796 году после смерти Геркулеса Роули, 2-го виконта Лэнгфорда (1737—1796), титул виконта Лэнгфорда прервался. Клотуорти Тейлор унаследовал поместья семьи Роули и, получив королевское разрешение, принял фамилию «Роули» вместо «Тейлор». В 1800 году для него был создан титул барона Лэнгфорда в системе Пэрства Ирландии.
Правнук 1-го лорда Лэнгфорда, Геркулес Эдвард Роули, 4-й барон Дэнгфорд (1848—1919), заседал в Палате лордов Великобритании в качестве ирландского пэра-представителя с 1884 по 1919 год. Его преемником стал его сын, Джон Геркулес Уильям Роули, 5-й барон Лэнгфорд (1894—1922). После его ранней смерти в 1922 году титул унаследовал его дядя, Уильям Шамбре Роули, 6-й барон Лэнгфорд (1849—1931). Его преемником стал его племянник, Клотуорти Веллингтон Томас Эдвард Роули, 7-й барон Лэнгфорд (1885—1952). После его смерти в 1952 году прервалась прямая линия третьего барона, а титул получил его первый кузен, Артур Шолто Лэнгфорд Роули, 8-й барон Лэнгфорд (1870—1953). Он был сыном полковника достопочтенного Геркулеса Лэнгфорда Бойла Роули, второго сына 2-го барона. После его смерти в 1953 году эта линия семьи также угасла.  С 1953 по 2017 титул принадлежал его второму кузену, Джеффри Александру Роули-Конуи, 9-му барону Лэнгфорду (1912-2017). Он является правнуком достопочтенного Ричарда Томаса Роули, второго сына 1-го барона.
Фамильное гнездо баронов Лэнгфорд — Bodrhyddan Hall, в окрестностях Клуида в Уэльсе. Прежней резиденцией был Саммерхилл-хаус, недалеко от Саммерхилла, графство Мит, Ирландия.

## Бароны Лэнгфорд (1800)
- 1800—1825: Клотуорти Роули, 1-й барон Лэнгфорд[англ.] (31 октября 1763 — 13 сентября 1825), четвёртый сын Томаса Тейлора, 1-го графа Бектива (1724—1795)[1]
- 1825—1839: Геркулес Лэнгфорд Роули, 2-й барон Лэнгфорд (1795 — 3 июня 1839), старший сын предыдущего[2]
- 1839—1854: Веллингтон Уильям Роберт Роули, 3-й барон Лэнгфорд (24 июля 1824 — 19 июля 1854), старший сын предыдущего[3]
- 1854—1919: Геркулес Эдвард Роули, 4-й барон Лэнгфорд (1 июня 1848 — 29 октября 1919), старший сын предыдущего[4]
- 1919—1922: Джон Геркулес Уильям Роули, 5-й барон Лэнгфорд (16 декабря 1894 — 29 сентября 1922), старший сын предыдущего[5]
- 1922—1931: Подполковник Уильям Шамбре Роули, 6-й барон Лэнгфорд (30 августа 1849 — 22 января 1931), второй сын 3-го барона, дядя предыдущего[6]
- 1931—1952: Клотуорти Веллингтон Томас Эдвард Роули, 7-й барон Лэнгфорд (1 июля 1885 — 15 июня 1952), единственный сын достопочтенного Рэндольфа Томаса Роули (1852—1910), младшего сына 3-го барона Дэнгфорда[7]
- 1952—1953: Артур Шолто Лэнгфорд Роули, 8-й барон Лэнгфорд (10 декабря 1870 — 19 августа 1953), второй (младший) сын полковника достопочтенного Геркулеса Лэнгфорда Бойла Роули (1828—1904), второго сына 2-го барона Лэнгфорда[8]
- 1953—2017: Полковник Джеффри Александр Роули-Конуи, 9-й барон Лэнгфорд[англ.] (8 марта 1912 — 12 ноября 2017), единственный сын Джеффри Сеймура Роули-Конуи (1877—1915), внук Конуи Гренвилла Геркулеса Роули-Конуи (1841—1900), правнук достопочтенного Ричарда Томаса Роули (1812—1887), младшего сына 1-го барона Лэнгфорда[9]
- 2017 — настоящее время: достопочтенный Оуайн Гренвилл Роули-Конуи, 10-й барон Лэнгфорд[англ.] (род. 27 декабря 1958), единственный сын предыдущего от второго брака[10]
  - Наследник титула: Томас Александр Роули-Конуи (род. 20 марта 1987), единственный сын предыдущего[11].